# Den Tapre Prins Ivandoes Heroiske Færd
Den Tapre Prins Ivandoes Heroiske Færd (engelsk: The Heroic Quest of the Valiant Prince Ivandoe) er et dansk-britisk animeret sitcom oprettet af Eva Lee Wallberg og Christian Bøving-Andersen for Cartoon Network.

## Danske stemmer[1]
- Laus Høybye som Ivandoe
- Peter Zhelder som Axalotyl
- Emil Blak Olsen som Bert
- Sigurd Holmen Le Dous som Fritzi og Puddel
- Benjamin Hasselflug som Hansi
- Sara Ekander Poulsen som Jezabel
- Julie Agnete Vang som Poe